# Gahnia deusta
Gahnia deusta är en halvgräsart som först beskrevs av Robert Brown, och fick sitt nu gällande namn av George Bentham. Gahnia deusta ingår i släktet Gahnia och familjen halvgräs. Inga underarter finns listade i Catalogue of Life.